# Университет Квебека в Абитиби-Темискаминге
Университет Квебека в Абитиби-Темискамине (разг. ЮКАТ) — общественный университет в структуре Университета Квебека, с кампусами в Валь-д‘Ор и Руюн-Норанда.

## Академические программы
Университет Квебека в Абитиби-Темискаминrе (Témiscamingue) предлагает 95 программ для обучения в управлении, бухгалтерском учёте, преподавании, инженерии, мультимедиа, психологии, сестринском деле, социальной работе, интерактивном мультимедиа, молодёжной коммуникации, и художественной терапии. Студенты могут выбрать специализацию в одной из следующих инженерных дисциплин: Инженер электромеханики и Инженер механики

## История
Университет был основан в 1970 году для жителей северо-западного Квебека, под именем Университет Квебека в Абитиби-Темискамине стал известен в с 1983 года.

## Резиденция
Кампусы университета находятся в Роюн-Норанда (Rouyn-Noranda) и Валь-д’Ор. Также доступны съёмные квартиры для студентов.